# Borate de triéthyle
Le borate de triéthyle est un composé chimique de la famille des borates, de formule B(OCH2CH3)3. 

## Propriétés
Le borate de triéthyle se présente comme un liquide incolore à l'odeur d'éthanol, très inflammable (point d'éclair de 11 °C seulement), susceptible de former des mélanges explosifs avec l'air. Il se décompose dans l'eau. Il brûle avec une flamme verte comme le borate de triméthyle B(OCH3)3.

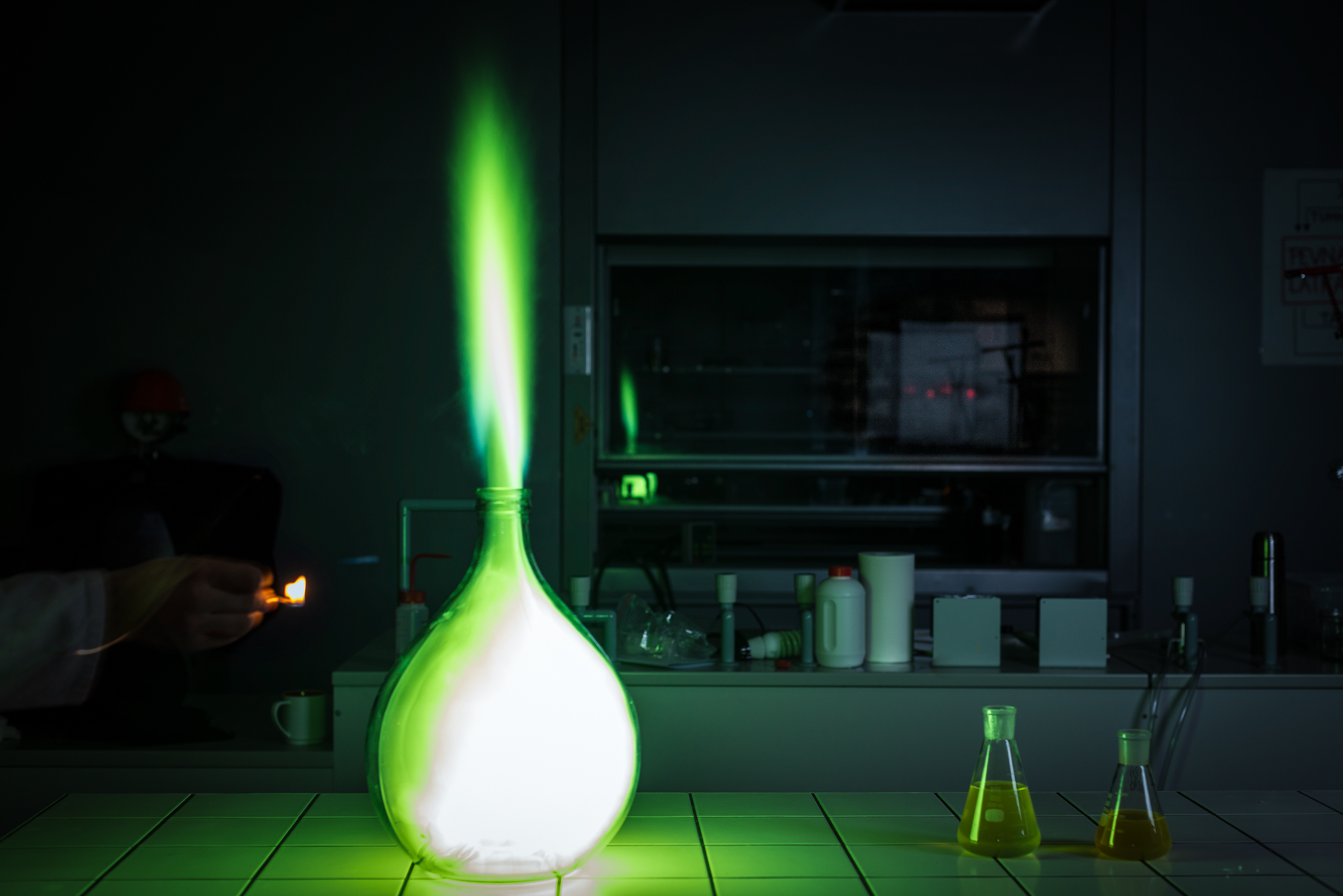
Flamme verte du borate de triéthyle.

## Synthèse
Le borate de triéthyle s'obtient par estérification de l'acide borique B(OH)3 avec de l'éthanol CH3CH2OH en présence de catalyseurs acides : 
B(OH)3 + 3 CH3CH2OH  {\displaystyle \rightleftharpoons }  B(OCH2CH3)3 + 3 H2O.
L'eau formée doit être éliminée du milieu réactionnel par distillation azéotropique ou par adsorption afin de déplacer l'équilibre vers la formation du borate.
Il est également possible d'obtenir du borate de triéthyle en faisant réagir du trichlorure de bore BCl3 avec de l'éthanol à l'aide par exemple d'acide sulfurique H2SO4 :
BCl3 + 3 CH3CH2OH ⟶ B(OCH2CH3)3 + 3 HCl.

## Utilisations
Le borate de triéthyle est utilisé comme solvant et catalyseur dans la fabrication de cires, de résines, de peintures et de vernis ainsi que d'autres composés chimiques comme le borohydrure de sodium NaBH4. Il est également utilisé comme composant de certains retardateurs de flamme dans l'industrie textile et de certains flux de brasage.